# 雨宝院
雨宝院（うほういん）は、京都市上京区にある真言宗泉涌寺派の寺院。北向山雨宝院大聖歓喜寺と号する。本尊は歓喜天。通称は西陣聖天宮。

## 由来
伝承によれば、弘仁12年（821年）に空海（弘法大師）が嵯峨天皇の病気平癒のために天皇等身の歓喜天を一刀三礼し、祈願して霊験を発して以来、東寺とともに皇城鎮護として栄えた大伽藍だったという。応仁の乱で堂宇荒廃し、その後天正年間に再興された。現在の建物は、天明の大火(天明8年)で烏有に帰した後に再々興されたものである。

## 仏像
- 大聖歓喜天尊(本尊、秘仏)
- 木造千手観音立像（平安時代、重要文化財）[1]
- 弘法大師像

## 境内
- 御衣黄桜
- 歓喜桜
- 時雨の松
- 染殿井

## 年中行事
- 1月 - 正月護摩　コンニャク封じ
- 2月3日 - 節分星祭り
- 4月8日 - 花まつり
- 7月 - キュウリ封じ
- 9月 - 聖天祭

## 所在地
京都市上京区智恵光院通上立売通上ル聖天町

## 交通アクセス
- JR 京都駅より京都市バス206系統 高野行き「千本上立売」下車
- 京阪本線 三条駅より京都市バス59系統 竜安寺・山越行き「今出川浄福寺」下車
- 阪急京都本線 四条大宮駅より京都市バス46系統 上賀茂神社行き または 6系統 玄琢行き「千本今出川」下車